# Berbezit
Berbezit település Franciaországban, Haute-Loire megyében. Lakosainak száma 44 fő (2022. január 1.). Berbezit Cistrières, Connangles, Montclard és Saint-Didier-sur-Doulon községekkel határos.

## Népesség
A település népességének változása:
| Lakosok száma | 101  | 91   | 83   | 61   | 56   | 51   | 47   | 45   | 44   | 44   |
|               | 1968 | 1982 | 1990 | 2006 | 2013 | 2015 | 2017 | 2019 | 2020 | 2022 |